# Dominikanie
Dominikanie, Zakon Kaznodziejski (łac. Ordo Praedicatorum) – katolicki zakon męski założony w 1216 r. przez św. Dominika Guzmána „szczególnie dla kaznodziejstwa i zbawiania dusz”. Według księgi Vitae fratrum (Życie braci), opracowanej przez Gerarda de Frachet OP, opisującej życie pierwszego pokolenia braci, spisanej jeszcze za ich życia, zakon został „założony przez św. Dominika w Tuluzie przede wszystkim dla zwalczania herezji i schizmy”. Stąd dosyć wcześnie papież Grzegorz IX powierzył im Urząd Inkwizycji. W Prowansji istniał wówczas ruch katarów i Albigensów.
Zakon Kaznodziejski dał Kościołowi 4 papieży, 68 kardynałów, 13 patriarchów, 242 arcybiskupów i 1201 biskupów oraz 54 świętych i 246 błogosławionych.

## Powstanie zakonu
Początki zakonu dominikanów wiążą się z langwedocką misją nawrócenia katarów. Do legatów i misjonarzy cysterskich przyłączyli się w 1206 dwaj kapłani z Kastylii: biskup Osmy Diego z Acebes i podprzeor jego kapituły św. Dominik Guzman. Przychylnie przyjęci przez papieża w Rzymie, spotkali się z jego legatami i uzyskali od nich poparcie dla akcji nawracania katarów. Obrana przez nich metoda różniła się od cysterskiej programowym eksponowaniem ubóstwa misjonarzy, którzy żebrząc uprawiali wędrowne kaznodziejstwo na wzór apostolski. Obok apostolskich wędrówek od domu do domu nowi misjonarze, mający odpowiednie przygotowanie teologiczne i oratorskie, organizowali uczone dysputy z katarami i waldensami (np. na zamku w Pamiers w 1207), starając się przy pomocy argumentów wykazać fałsz ich nauki. Papież Innocenty III w pełni zaakceptował ich metody.
Do św. Dominika przyłączali się kandydaci na kaznodziejów. Rozszerzał się zakres działalności: nie ograniczali się już do nawracania katarów, ale podjęli ewangelizację wśród miejscowej ludności. Powierzenie zadań kaznodziejskich przez biskupa Tuluzy nadało grupie charakter instytucjonalny i powiększyło jej wiarygodność. Powstała silna, dynamiczna wspólnota, która znacznie szybciej niż „ubodzy z Asyżu” została przekształcona w oficjalny zakon. Wstępną aprobatę papieską otrzymali podczas czwartego soboru laterańskiego, w którym św. Dominik uczestniczył osobiście. 22 grudnia 1216 papież Honoriusz III wydał bullę zatwierdzającą nowy zakon w Kościele. Dominik przy ustalaniu zasad funkcjonowania nowego zgromadzenia wykorzystał regułę św. Augustyna, omijając przepis soboru laterańskiego, zakazujący tworzenia nowych zakonów. Mimo iż przyjęli regułę kanoniczą, bracia wyrzekli się wszelkich form własności i stali się zakonem żebrzącym. Żebrzący charakter klasztorów kształtował się stopniowo, przesądziło o nim dopiero postanowienie pierwszej kapituły generalnej w 1220. Zachowały się pierwsze Konstytucje Zakonu, obowiązujące przed poprawionym wydaniem dokonanym przez św. Rajmunda z Penyafort, które weszło w życie w 1241 roku. Część pierwsza zaczerpnęła wiele z konstytucji Premonstratensów (Norbertanie) i pochodzi z pierwszej kapituły odbytej w 1216 roku, na której Zakon został uformowany.

## Nazwa i symbole
Zakon nazywa się oficjalnie po łacinie Ordo Praedicatorum (pol. „Zakon Kaznodziejów”), stąd skrót przy nazwisku „OP”, czasem w wersji spolszczonej „ZK”. Dominikanie to nazwa bardziej potoczna pochodząca od imienia założyciela Dominika, po łacinie Dominicus. Podobnie jak nazwa franciszkanie pochodzi od św. Franciszka. Przypadkowo, przywołuje ona dwa słowa łacińskie Domini canes (dosłownie „psy Pana”). Stąd czasem czarno-biały pies jest używany jako symbol graficzny Zakonu. Biel i czerń – od habitów takich kolorów.

## Cele

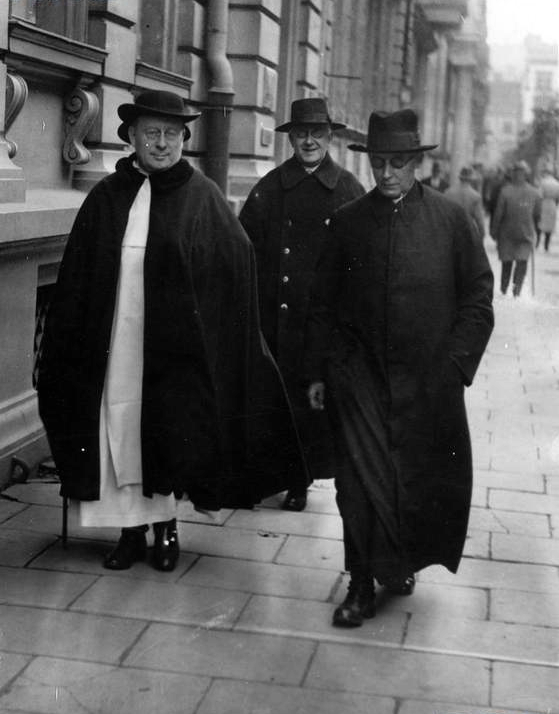
Dominikanie w Warszawie. Od lewej Martin Stanislas Gillet, Jacek Woroniecki i Henryk Jakubiec (1933)

Zakon wyrósł ze spotkania Dominika z neo-manichejskimi ruchami albigensów, katarów i waldensów na południu Francji. Dominik toczył z nimi skuteczne dysputy teologiczne – nie z pozycji władzy, lecz przekonując mocą prawdy. Z tego powodu papieże, począwszy od Grzegorza IX, zaczęli powierzać dominikanom zadania inkwizytorów. Jednym z pierwszych kaznodziejów-inkwizytorów był św. Piotr z Werony, sam nawrócony katar, zabity 6 kwietnia 1252 w trakcie misji kaznodziejskiej. Cel dominikanów wyraził papież Honoriusz III we fragmencie listu do Dominika i jego braci, zawartym także we współczesnej, obowiązującej dziś tzw. Konstytucji Podstawowej:

Objąwszy ubóstwo i życie zakonne, jesteście wolni dla zachęty przepowiadania słowa Bożego, rozgłaszając (dosł. ewangelizując) po świecie imię Pana Naszego Jezusa Chrystusa” (amplexi paupertatem et regularem vitam professi verbi Dei exhortationi vacetis, evangelizantes per orbem nomen Domini nostri Iesu Christi)

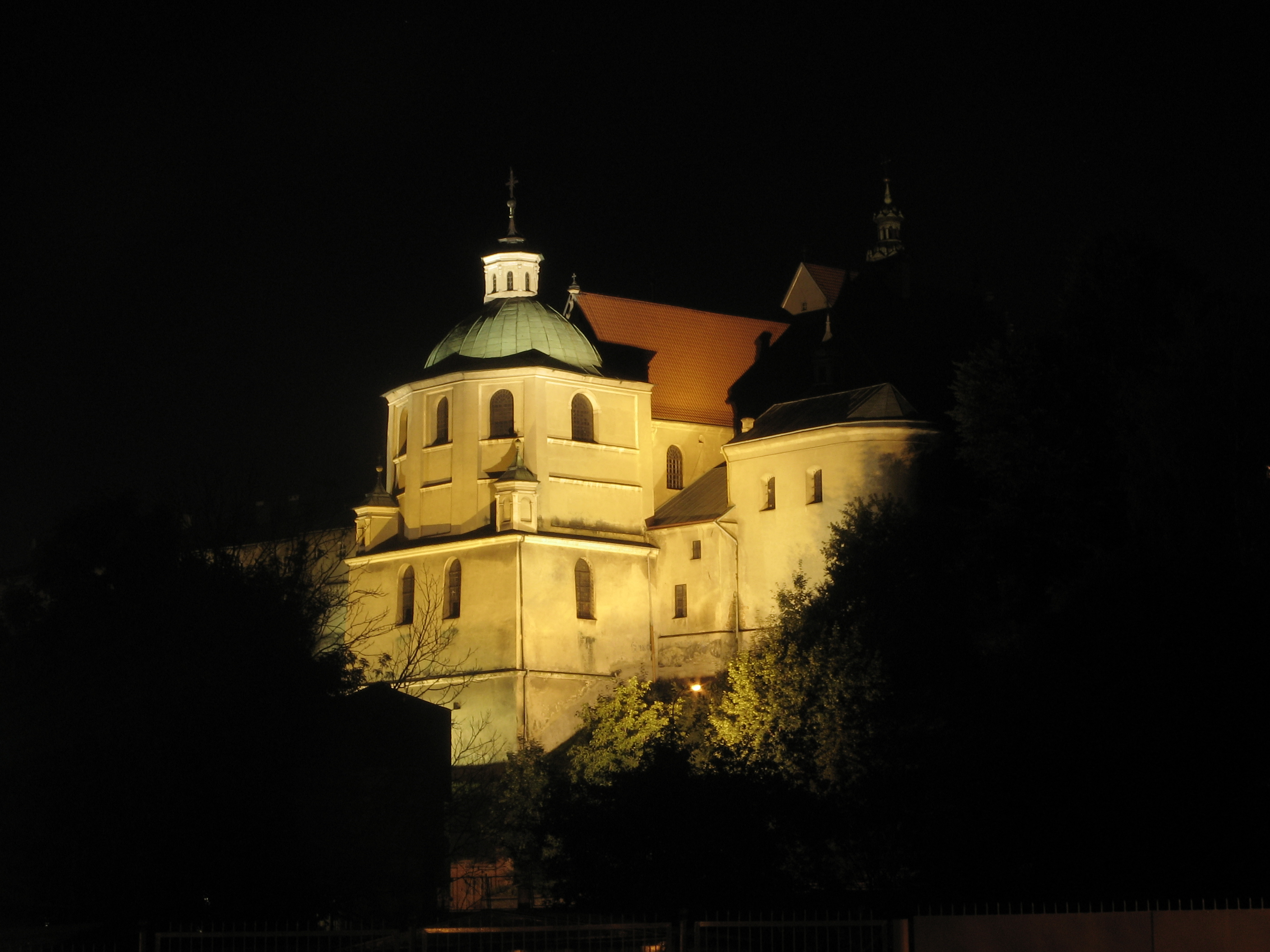
Klasztor Dominikanów w Lublinie

Sami dominikanie zapisali w swych pierwotnych konstytucjach, że od początku zostali powołani jako zakon ustanowiony „szczególnie dla przepowiadania i zbawiania dusz” (specialiter ob praedicationem et animarum salutem ab initio noscitur institutus fuisse) . Według Konstytucji głównym zadaniem Zakonu jest głoszenie Ewangelii „wszędzie, wszystkim i na wszystkie sposoby”. Charakterystycznym rysem dominikanów jest duży nacisk kładziony na studium teologii i filozofii. Poznawanie wiary, treści Objawienia jest u dominikanów nierozłącznie związane z kontemplacją czyli osobistym spotkaniem, osobistą relacją z Bogiem. Z relacji czerpią duchową moc swojego nauczania, zgodnie z zasadą contemplare et contemplata aliis tradere (kontemplować i dzielić się owocami kontemplacji z innymi).
Podobnie jak u minorytów (franciszkanów) podstawą służenia Bogu było i jest ubóstwo. Ubóstwo dominikańskie jest wyraźnie związane z apostolskimi celami zakonu. Konstytucja zakonu mówi, że jeśli zakonnicy pragną naśladować Apostołów, muszą żyć podobnie jak oni. Każdy z braci przed złożeniem profesji pozbywał się tego, co posiadał i tego, co mógłby otrzymać z dziedzictwa lub darowizny; od tego momentu wszystko, co miał, należało do całego zakonu. Celem ubóstwa było naśladowanie Chrystusa, który także nic nie posiadał. Sądzono, iż pozbycie się wszelkich dóbr materialnych pozwoli lepiej słyszeć głos Pana.

## Znani dominikanie
Wśród dominikanów, którzy zostali ogłoszeni świętymi lub błogosławionymi, są m.in.:
- św. Dominik Guzmán, założyciel zakonu (zm. 1221)
- bł. Jordan z Saksonii, następca św. Dominika (zm. 1237)
- św. Jacek Odrowąż (zm. 1257), który sprowadził dominikanów do Polski i założył ich klasztory w Krakowie, Wrocławiu, Kamieniu Pomorskim, Gdańsku, Płocku, Elblągu i Sandomierzu
- bł. Czesław Odrowąż (zm. 1242), założyciel klasztorów dominikanów w Pradze i we Wrocławiu, patron Wrocławia
- św. Rajmund z Penyafortu (zm. 1275)
- św. Albert Wielki (zm. 1280), doktor Kościoła
- św. Tomasz z Akwinu (zm. 1274), jeden z największych teologów średniowiecza, doktor Kościoła
- bł. Humbert z Romans (zm. 1277), generał zakonu, teolog, papieski mediator
- bł. Jakub de Voragine (zm. 1298), hagiograf, kaznodzieja, arcybiskup Genui, autor Złotej legendy
- św. Katarzyna ze Sieny (zm. 1380) tercjarka dominikańska, mistyczka, znana ze swojej działalności społecznej, doktor Kościoła
- św. Róża z Limy (zm. 1617), tercjarka dominikańska, patronka Ameryki
- bł. Fra Angelico (zm. 1455), malarz włoski
- bł. Piotr Jerzy Frassati (zm. 1925), tercjarz dominikański, patron młodzieży, studentów i Akcji Katolickiej

Czterech dominikanów było papieżami: bł. Innocenty V, bł. Benedykt XI, św. Pius V i Benedykt XIII.

## Dominikanie w Polsce

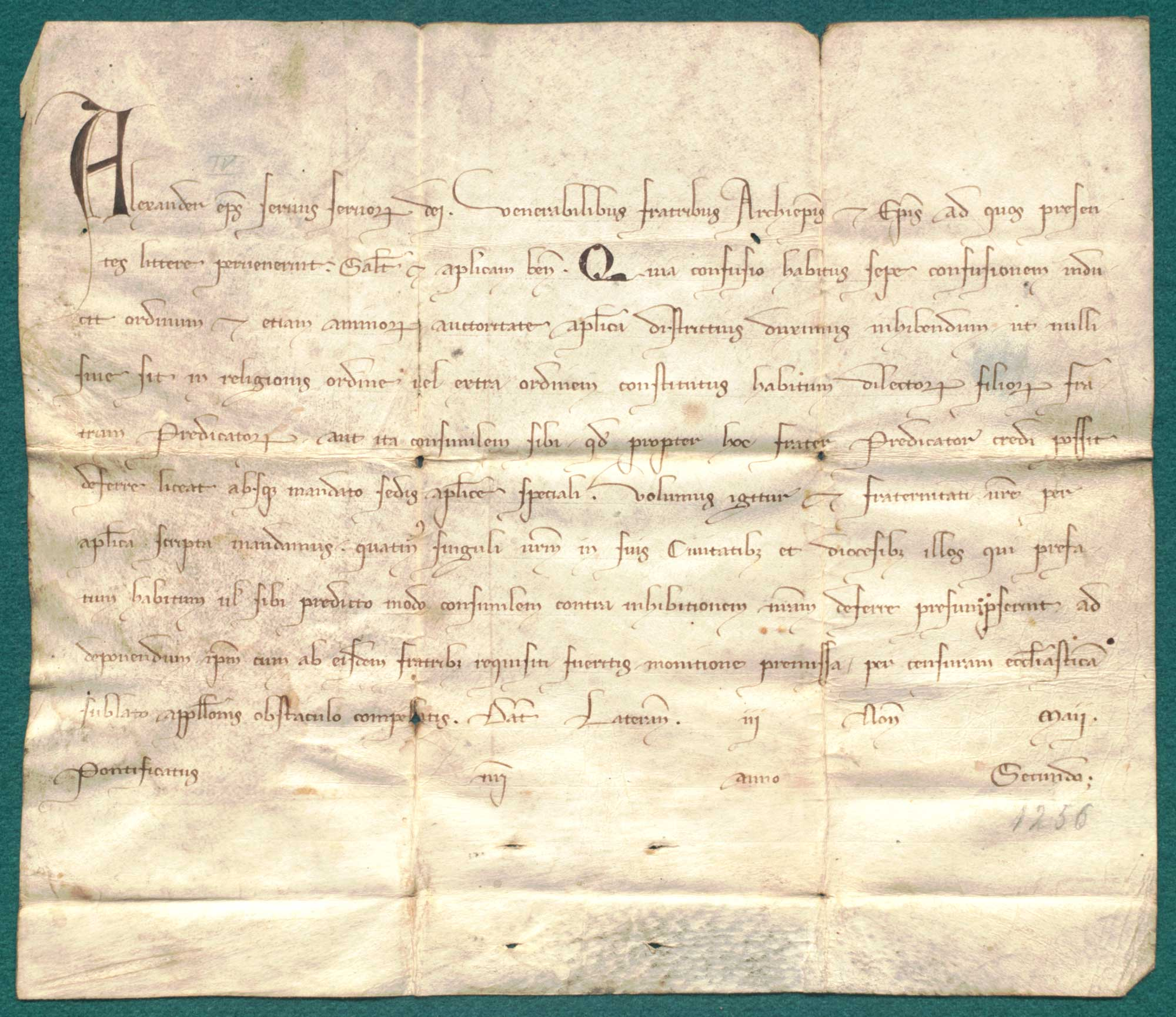
Aleksander IV, papież, poleca arcybiskupowi i biskupom polskim, aby przestrzegali konstytucji zakonu dominikanów, 1256

Powstanie polskiej prowincji dominikanów nastąpiło w maju 1228 roku i wiązało się z działalnością Jacka Odrowąża i jego kuzyna Czesława, założycieli licznych klasztorów w Czechach i w Polsce.
Aktualnym prowincjałem dominikanów w Polsce jest ojciec Łukasz Wiśniewski OP.
Konwenty i domy braci polskiej prowincji:
- Kraków (zał. 1223) – konwent Świętej Trójcy
- Sandomierz (zał. 1226) – konwent św. Jakuba Apostoła, sanktuarium bł. Sadoka i 48 towarzyszy, męczenników, sanktuarium Matki Bożej Różańcowej
- Wrocław (zał. 1226) – konwent św. Wojciecha
- Gdańsk (zał. 1227) – konwent św. Mikołaja, parafia św. Mikołaja
- Poznań (zał. 1253) – konwent Matki Bożej Różańcowej
- Lublin (zał. 1253) – konwent św. Stanisława Biskupa i Męczennika
- Warszawa (zał. 1603) – konwent św. Jacka
- Gidle (zał. 1618) – konwent Wniebowzięcia Najświętszej Maryi Panny, sanktuarium Matki Bożej Gidelskiej
- Borek Stary (zał. 1667) – konwent Wniebowzięcia Najświętszej Maryi Panny, sanktuarium Matki Bożej Boreckiej
- Tarnobrzeg (zał. 1676) – konwent Wniebowzięcia Najświętszej Maryi Panny, parafia Wniebowzięcia Najświętszej Maryi Panny, sanktuarium Matki Bożej Dzikowskiej
- Jarosław (zał. 1777) – konwent Matki Bożej Bolesnej, parafia Matki Bożej Bolesnej, sanktuarium Matki Bożej Bolesnej
- Warszawa – Służew (zał. 1934) – konwent św. Józefa, parafia św. Dominika, sanktuarium Matki Bożej Różańcowej
- Korbielów (zał. 1958) – dom Najświętszej Maryi Panny Królowej Aniołów, parafia Najświętszej Maryi Panny Królowej Aniołów, dom rekolekcyjny im. o. Jacka Woronieckiego
- Małe Ciche (zał. 1975) – dom św. Józefa Oblubieńca Najświętszej Maryi Panny, ośrodek duszpasterstwa parafii św. Marii Magdaleny w Poroninie
- Ustroń – Hermanice (zał. 1987) – dom Najświętszej Maryi Panny Królowej Polski, parafia Najświętszej Maryi Panny Królowej Polski
- Szczecin (zał. 1995) – konwent św. Dominika, parafia św. Dominika
- Rzeszów (zał. 1997) – konwent św. Jacka, parafia św. Jacka
- Łódź (zał. 2004) – konwent bł. Piera Giorgia Frassatiego, parafia Podwyższenia Świętego Krzyża (od 2021)
- Katowice (zał. 2012) – konwent Przemienienia Pańskiego, parafia Przemienienia Pańskiego
- Wiktorówki (zał. 2012) – dom św. Jan Pawła II, sanktuarium Matki Bożej Królowej Tatr na Wiktorówkach
- Jamna (zał. 2019) – dom Matki Bożej Niezawodnej Nadziei

Poza krajem:
- Petersburg (zał.1815) – dom św. Katarzyny Aleksandryjskiej, parafia Świętej Katarzyny Aleksandryjskiej
- Jałta (zał. 1996) – dom Niepokalanego Poczęcia Najświętszej Maryi Panny, parafia Niepokalanego Poczęcia Najświętszej Maryi Panny
- Witebsk (zał. 2000) – dom bł. Michała Czartoryskiego, parafia św. Barbary w Witebsku
- Monachium (zał. 1990) – dom św. Alberta Wielkiego, dom polskiej prowincji w Niemczech
- Kingswood (zał. 2018) – dom Ducha Świętego, parafia św. Józefa

Klasztory mniszek dominikańskich:
- Kraków – klasztor „Na Gródku” (zał. 1621), sanktuarium Matki Bożej Śnieżnej
- Klasztor Świętej Anny (zał. 1869), sanktuarium
- Radonie (zał. 1993) – klasztor Matki Bożej Różańcowej

### Inicjatywy polskiej prowincji dominikanów
- Szkoła Chrystusowa
- Dominikański Ośrodek Kaznodziejski
- Dominikańskie Ośrodki Informacji o Nowych Ruchach Religijnych i Sektach
- Kolegium Filozoficzno – Teologiczne Dominikanów
- Dominikański Instytut Historyczny
- Dominikański Ośrodek Liturgiczny
- Instytut Tomistyczny
- „W drodze” (wydawnictwo)
- „W drodze” (miesięcznik)
- Lednica 2000
- Dominikańska Szkoła Wiary
- Dom rekolekcyjny w Korbielowie
- Fundusz Stypendiów św. Jacka
- Dominikański Sekretariat Misyjny
- TV Dominikanie
- Dominikańskie Studium Filozofii i Teologii
- Szkoła Teologii
- Fundacja „Ponad Granicami” im. św. Jacka Odrowąża
- Studium Dominicanum

## Galeria

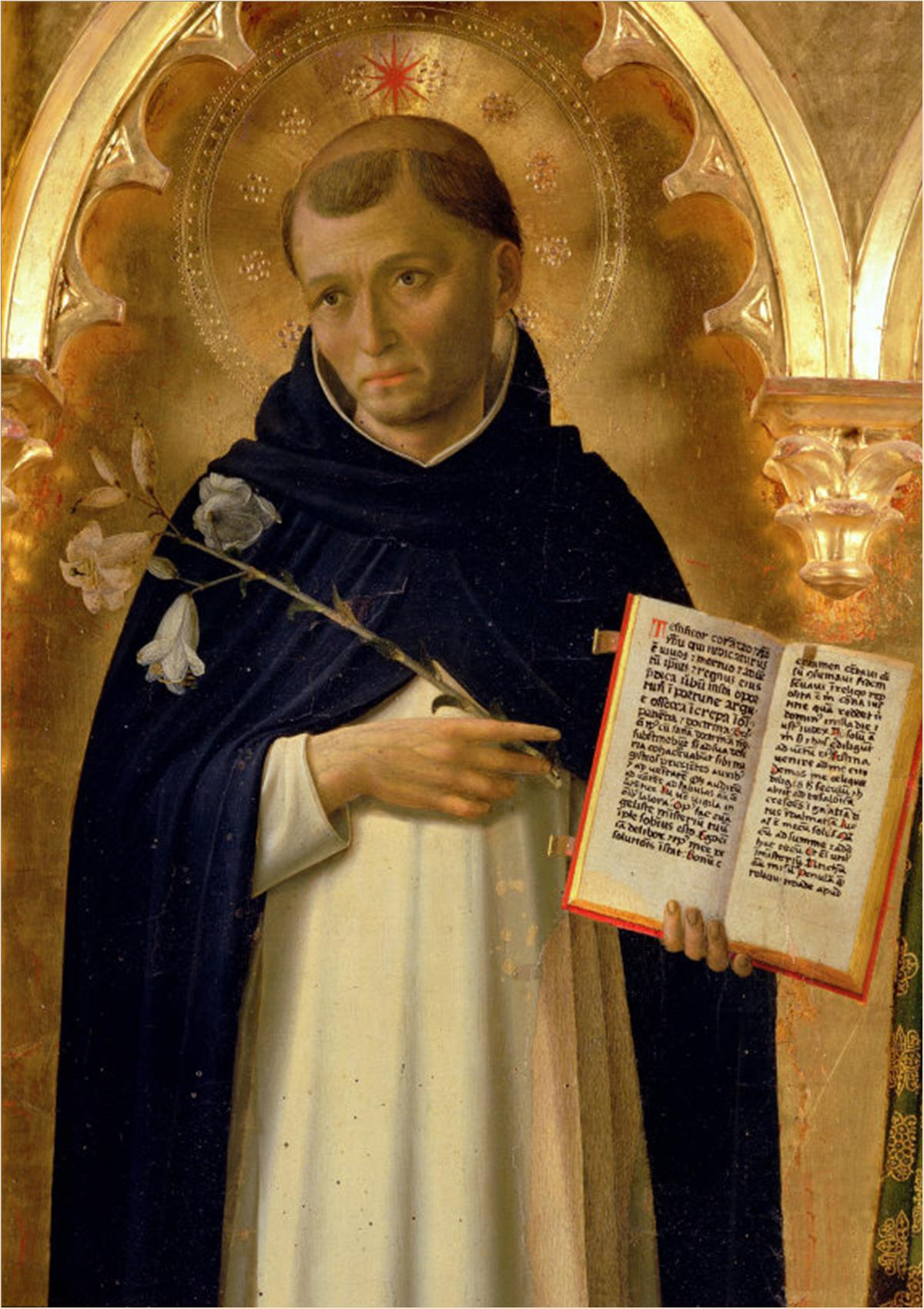
Założyciel zakonu – św. Dominik
Jeden z licznych herbów, którymi posługują się dominikanie. Cechą wspólną jest biel i czerń.
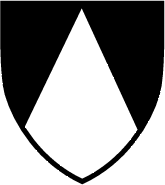
Jeden z herbów używanych przez polskich dominikanów, innym jest herb biało-czarny Odrowąż (herb św. Jacka – założyciela polskiej prowincji dominikanów)
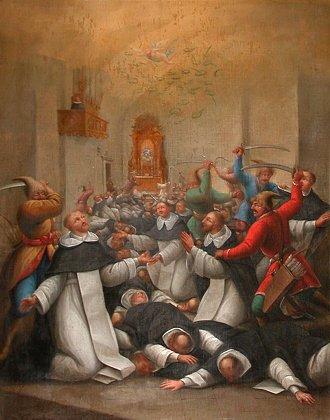
Na pamiątkę męczeńskiej śmierci 49 dominikanów w Sandomierzu, polscy dominikanie mają przywilej noszenia czerwonych pasów u habitów
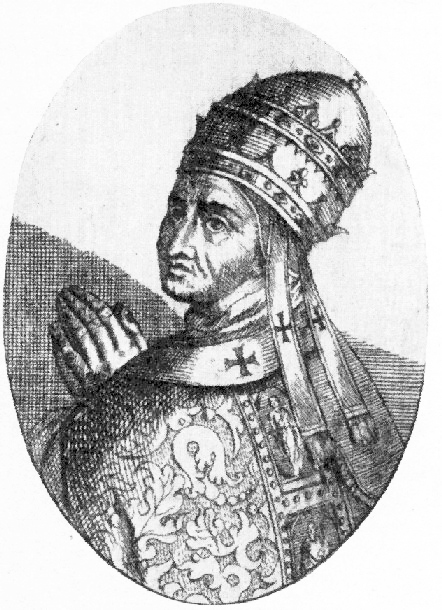
Benedykt XI, generał zakonu i jeden z papieży – dominikanów
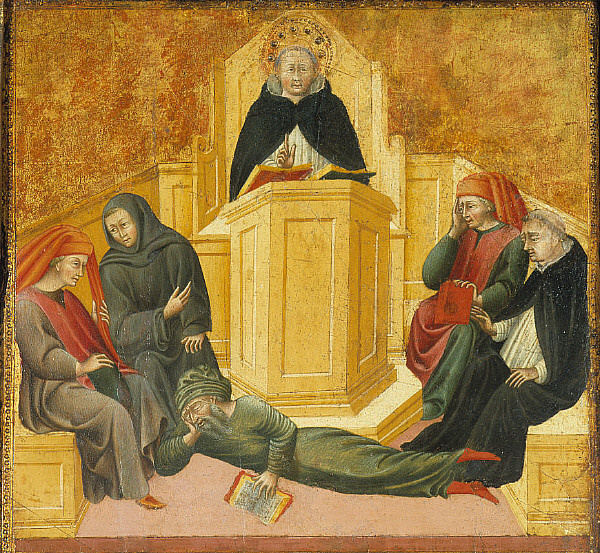
Św. Tomasz z Akwinu, doktor Kościoła. Jeden z najwybitniejszych intelektualnie dominikanów
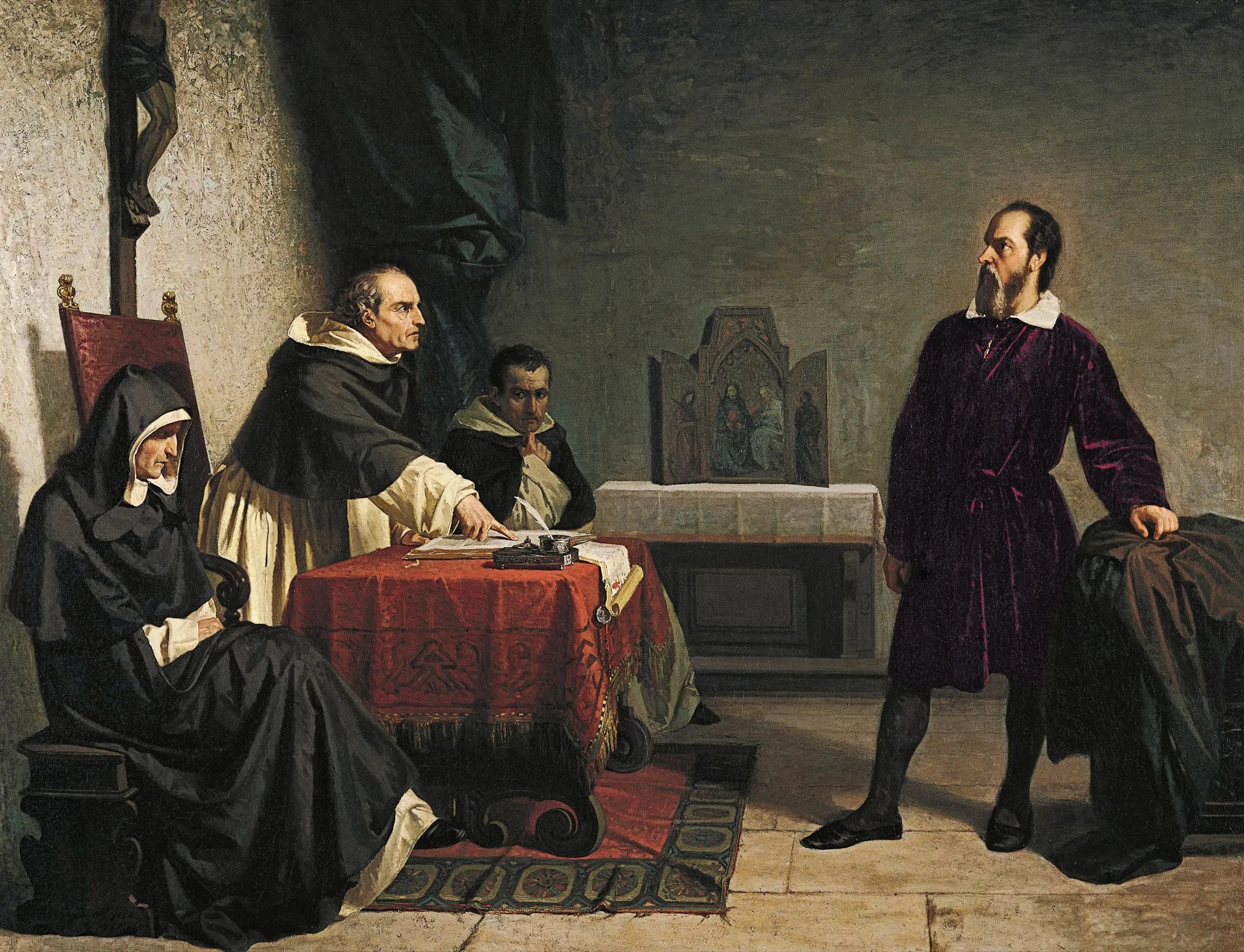
Galileusz przed Rzymską Inkwizycją
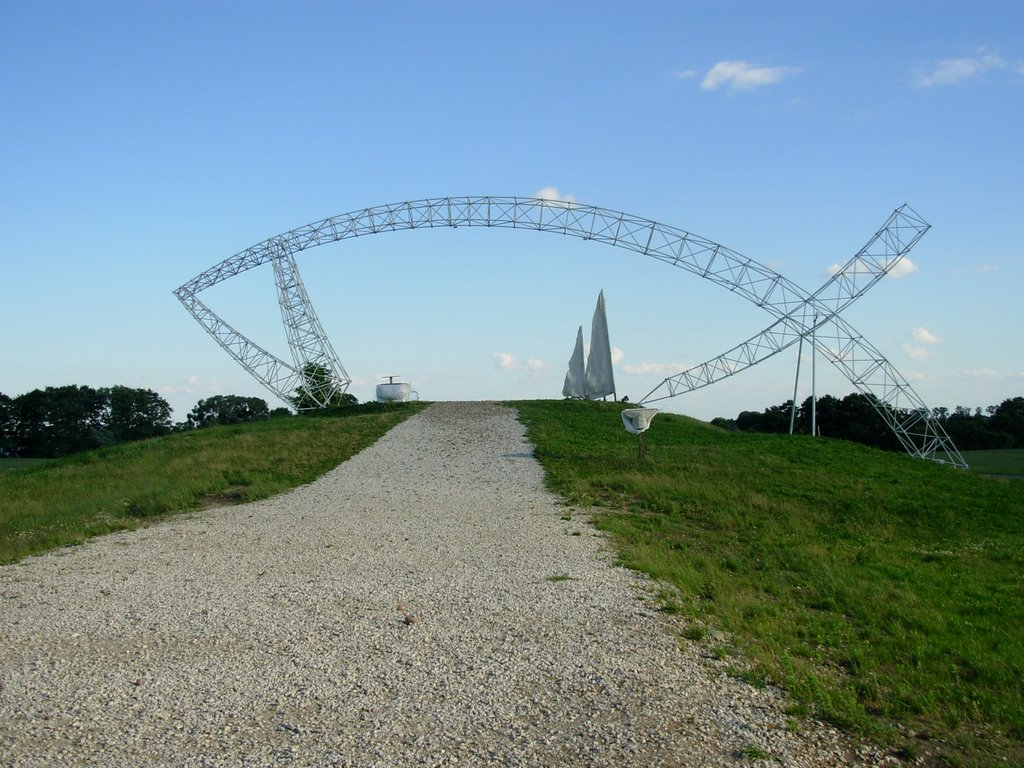
Inicjatywa poznańskich dominikanów i o. Jana Góry – Lednica